# 加藤曻
加藤 曻（加藤 昇、かとう のぼる、1922年（大正11年）9月 - 2020年（令和２年）7月30日 ）は、日本の海軍軍人。最終階級は海軍中尉。

## 来歴

### 生い立ち
京都府京都市出身。父は、商船の船長をして不在がちであったため、専ら母の影響を受けて育つ。1934年（昭和9年）4月、京都市立第二商業学校に入学。同校卒業後、1939年（昭和14年）4月、立命館大学法学部に入学。1942年（昭和17年）徴兵検査甲種合格。大東亜戦争の戦況拡大に伴い、1943年（昭和18年）9月、同校を繰上げ卒業。

### 軍歴

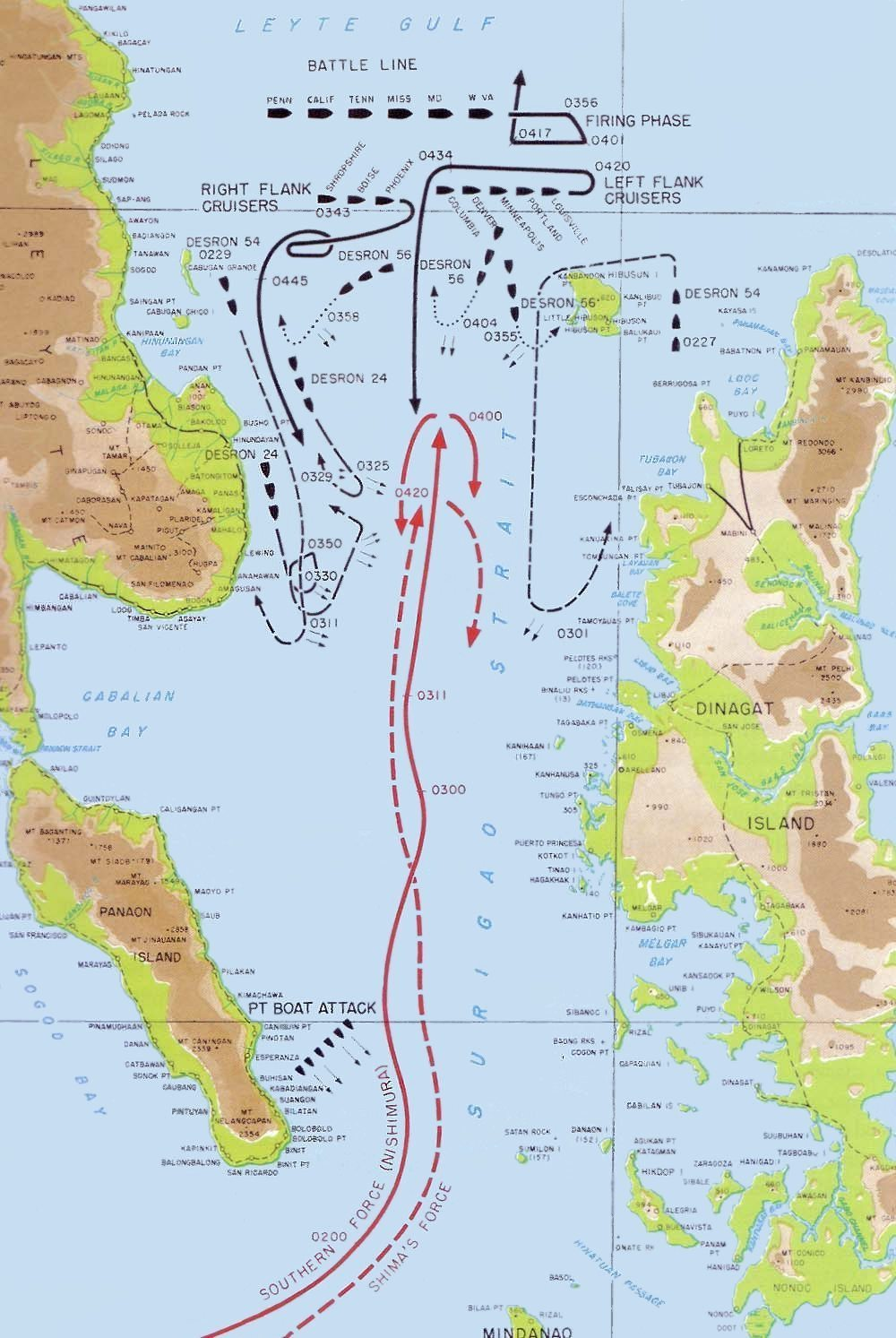
スリガオ海峡海戦（赤：皇軍、黒：米軍）

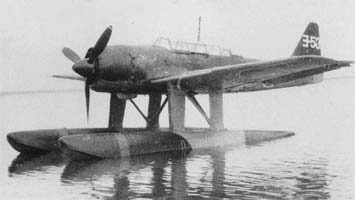
水上偵察機・瑞雲

1943年（昭和18年）海軍航空隊へ志願し、10月1日、海軍飛行科予備学生（第13期）に合格。三重海軍航空隊で基礎教程を学ぶ。1944年（昭和19年）1月、青島海軍航空隊で、偵察機の航空練習を行う。1944年（昭和19年）5月、同上課程を卒業し、海軍少尉に任官。
1944年（昭和19年）8月、連合艦隊の第七艦隊に配属され、重巡洋艦「最上」の艦載機「零式水上偵察機」搭乗員として、同艦に乗艦する。
1944年（昭和19年）10月、「最上」の乗組員として、レイテ沖海戦のスリガオ海峡海戦に参戦。10月24日夜、米艦隊と交戦し、敵機の空襲を受けて機関室を破損し操舵不能となりながら約8ノットの速度で漂流していたところ、パナオン島ビニト岬の南東約38海里の地点で、駆逐艦「曙」に発見され救助された。この時「最上」乗組員1200人中、生存したのは僅かに400人余りであった。生存者の救命後、航行不能となった「最上」は、駆逐艦「曙」により雷撃処分され海底に沈んだ。全滅する西村艦隊の最期を見届けた一人となる。この海戦の後、加藤は第六三四海軍航空隊に配属され、フィリピンのキャビテに転出。水上爆撃機「瑞雲」機長として、レイテ湾から北上する米艦艇群に対する攻撃作戦（対艦爆撃）に出撃し多数の戦果を挙げる。
1944年（昭和19年）12月、第一航空艦隊に転籍。
1945年（昭和20年）1月、大東亜戦争の戦況悪化に伴い、台湾東港飛行場に撤退。
1945年（昭和20年）4月、鹿屋海軍航空隊に転籍。
1945年（昭和20年）5月、海軍中尉に昇進。
1945年（昭和20年）5月11日夜、彗星夜戦隊として鹿屋基地を出撃し、沖縄北飛行場の夜間攻撃を行う。天候不良や機関不良により、同時に出撃した10機のうち6機が引き返し、投弾出来たのは3機のみであったが、加藤の乗る五番機（操縦：中森輝雄上等飛行兵曹・偵察：加藤昇中尉）は、北飛行場に二十五番時限爆弾を投弾する戦果を挙げ、帰還の途中、与論島北方で敵機（夜戦型F6F戦闘機）2機の銃撃を受ける。水平尾翼に1発被弾するも雲中に逃れて帰還した。同5月13日、佐多岬南方海面黎明索敵攻撃のため、六番機（操縦：中森輝雄上飛曹・偵察：加藤昇中尉）に乗り出撃。同5月25日、機動部隊黎明索敵攻撃のため、二番機（操縦：中森輝雄上飛曹・偵察：加藤昇中尉）に乗り出撃。同6月10日、奄美大島附近制空のため、第一制空隊一番機（操縦：中森輝雄上飛曹・偵察：加藤昇中尉）に乗り出撃する。
この頃には、未帰還機が増え戦況はいよいよ厳しくなり、加藤も特攻出撃の命令を待つ身となるが、特攻出撃で実戦経験のある者が次々と出撃し、操縦士も戦闘機も不足する事態となったため、「実戦経験豊富でかつ戦果を挙げていた加藤には、出撃するよりむしろ後人の指導にあたるべし」との軍令が下る。この命を受けて、6月10日の出撃を最後に、加藤は予備訓練生へ航法訓練（飛行訓練）を行う教官として、大井海軍航空隊に転籍。同隊にて予備訓練生の航法訓練を指導することとなる。
1945年（昭和20年）8月15日、大東亜戦争の終戦により武装解除。帝国海軍の解体に伴い、加藤も除隊となるが、元士官として基地の残務整理に従事する。
1946年（昭和21年）1月、同基地を離れ、京都に帰郷。
帰郷後は、京都霊山護国神社での戦没者慰霊祭で司会・式進行役を務める傍ら、日本の自虐史観・戦後レジームからの脱却のために、誇り高く戦った日本人の本当の歴史を帝国海軍を知る生き証人の立場として、戦闘体験を語る活動を講演会、DVD、ラジオ、雑誌などを通して行った。
2020年（令和2年）7月30日、逝去。享年98歳。法名は厳誓法旭禅定門。

## 主張

### 教育勅語
教育勅語には悪い事は一つも書いていない。反対をしている人はどこが悪いのか示してほしい。

### 集団的自衛権
（軍事同盟国に対して）集団的自衛権を行使するのは当たり前であり賛成だ。

### 男子の本懐について
海軍時代に上官より「たとえ我々が戦って死んだとしても、それによって「一人でも多くの女・子供たちを守る」ことが出来、この日本民族を再興させることが出来たなら、「男子の本懐」これに勝るものは無い。そう心して任務につけ！」と習い行動した。

### 映画『永遠の0』に対する評価
映画『永遠の0』の登場人物・大石賢一郎（染谷将太）は、加藤と同じ、海軍飛行科予備学生第13期生の設定であるが、建物や装備品、当時の雰囲気の伝わる会話内容などを含めて、まさに「そのまま再現されていた」と高く評価をしており「スクリーンの中に飛び込んで当時に戻りたかった」と感想を述べている。また、「我々軍人は、お国のために死を恐れず、喜んで戦場に赴いた。そういった世代の人々を『軍国主義に洗脳されていた人々』とか『可哀想』とか評する人々がいるが、私はそういう評価が一番嫌いだ。『可哀想』とかではなく、若い人は当時の「我々が何の為に戦ったか」を良く考え、その「精神を受け継いで」欲しい」とも述べている
。また2015年（平成27年）には『永遠の0』の作者・百田尚樹と対談を行っている。

### 女性観
幼稚園の頃から、「男子たるもの、女性には常に優しくしなければならない」、「女性はか弱きものであるから男子はこれを守らなければならない」と教わり育った。また「女性は聖なる玄牝（げんぴん）であり、大切にしなければならない」と習い、これを実践した。

## 出演
- 『未来への道しるべ -大東亜戦争の証言- 元帝国海軍中尉 加藤昇』未来への道しるべ製作委員会編（2016年1月1日）